# Белобровый полосатобрюхий дятел
Белобровый полосатобрюхий дятел (лат.  Piculus aurulentus) — вид птиц из семейства дятловых (Picidae). Подвидов не выделяют. Распространён в Южной Америке. 

## Описание
Белобровый полосатобрюхий дятел достигает в длину 21—22 см и весит от 52 до 68 г. У взрослых самцов верхняя часть головы от лба до затылка ярко-красного цвета. Узкая бледно-желтовато-белая надбровная дуга тянется от глаза к затылку; область вокруг глаз, кроющие перья ушей и задняя сторона шеи тёмно-оливково-зелёного цвета. Бледно-жёлтая полоса проходит от уздечки к шее, на скуле красная полоса. Подбородок и горло бледно-золотистые, бока подбородка часто немного рыжеватые. Задняя часть шеи и верхняя часть туловища оливково-зелёные, включая третьестепенные маховые перья, иногда со слабым бронзовым оттенком. Маховые перья тёмно-коричневые с зеленоватой каймой и коричневато-рыжими пятнами на внутренних опахалах. Хвост черноватый. Нижняя сторона тела беловатая, с густыми и широкими тёмно-оливковыми полосами. Испод крыльев рыжевато-коричневый с чёрными полосами. Клюв средней длины, слегка изогнутый на надклювье и довольно широкий в области ноздрей, черновато-серый, основание подклювья светлее. Радужная оболочка каштаново-коричневая, окологлазное кольцо тёмно-серое; ноги зеленовато-серые. Отличается от P. chrysochloros бледным надбровьем, более белой нижней частью тела с более широкими тёмными полосами. У взрослых самок лоб и темя оливковые, иногда с золотистыми кончиками, и только на скулах немного красного цвета. Молодые особи похожи на взрослых, но более тусклые, с более крупными полосами.
Вокализация представлена одиночной, резкой нотой или нисходящей серией жалобных «eeeww». «Барабанная дробь» быстрая и равномерная.

## Распространение, места обитания и биология
Белобровый полосатобрюхий дятел распространён в Южной Америке: юго-восток Бразилии (Сан-Паулу, Минас-Жерайс и от Эспириту-Санту до Риу-Гранди-ду-Сул), Парагвай, северо-восточная Аргентина (Мисьонес, Корриентес) и север Уругвая (Серро-Ларго).
Естественными местами обитания являются влажные горные леса, опушки лесов, густой вторичный лес и редколесья; а также влажные равнинные леса. В Бразилии встречается на высоте 750—2000 м над уровнем моря, хотя в Парагвае и Аргентине обычно ниже.
Белобровый полосатобрюхий дятел ведёт оседлый образ жизни. Добывает корм в средних ярусах леса; поодиночке или парами. Питается муравьями, их личинками и яйцами. Биология размножения практически не исследована. Отдельные наблюдения показали, что гнездится в сентябре в Аргентине, в августе и ноябре на юго-востоке Бразилии. Гнездо располагается на высоте до 7 м от земли на дереве. Другой информации нет.